# Bustin' + Dronin'
Bustin' + Dronin' es un álbum de remixes de la banda británica Blur, editado en el año 1998. Inicialmente fue publicado solamente en Japón, pero también fue lanzado en cantidades limitadas en el Reino Unido y Estados Unidos. Todos los remixes son de las canciones del álbum homónimo Blur. Después de cinco álbumes con el mismo productor (Stephen Street), Food Records reunió a otros productores para realizar las remezclas. La edición limitada de Bustin' + Dronin' solo alcanzó en puesto número 50 en el UK Albums Chart del Reino Unido.

## Lista de canciones
Todas las canciones fueron escritas por Blur

### CD 1
1. "Movin' On" (William Orbit mix) – 7:56
2. "Death of a Party" (Well Blurred remix) – 6:45
3. "On Your Own" (Crouch End broadway mix) – 4:11
4. "Beetlebum" (Moby's mix) – 6:42
5. "Essex Dogs" (Thurston Moore's mix) – 9:00
6. "Death of a Party" (Billy Whiskers mix) – 4:45
7. "Theme From Retro" (John McEntire mix) – 5:41
8. "Death of a Party" (12" death) – 7:07
9. "On Your Own" (walter wall mix) – 15:00

### CD 2
Grabado en vivo en Peel Acres
1. "Popscene" – 3:05
2. "Song 2" – 1:50¹
3. "On Your Own" – 4:47
4. "Chinese Bombs" – 1:15
5. "Movin' On" – 3:21
6. "M.O.R." – 2:59

¹ "Song 2" no fue incluida en la edición estadounidense

## Personal
- Miti Adhikari - ingeniero
- Damon Albarn - voz
- Alan Branch - ingeniero
- Cesare - tocadiscos
- Graham Coxon - concepto de arte de portada
- Alison Howe - productora
- Alex James - miembro del grupo
- John McEntire - remezcla
- Moby - productor, remezcla
- Thurston Moore - mezcla
- William Orbit - productor, remezcla
- Jeff Parker - guitarra
- Dave Rowntree - miembro del grupo
- Adrian Sherwood - mezcla
- John Smith - ingeniero
- Stephen Street - productor

## Listas

### Listas semanales
| Lista                        | Posición |
| ---------------------------- | -------- |
| Japanese Oricon Albums Chart | 50       |
| UK Albums Chart              | 50       |